# 空中現象研究組織
空中現象研究組織（英語：Aerial Phenomena Research Organization，縮寫：APRO），也译为天空现象研究组织，是一个位于美國亚利桑那州图森的不明飛行物研究團體，於1952年1月由吉姆·洛伦岑（Jim Lorenzen）和科拉尔·洛伦岑（Coral Lorenzen）共同创立于威斯康星州斯特金贝。
1960年后，APRO总部设在亚利桑那州图森，并在美国设有多个分支机构。1969年，该组织中的相当一部分成员组建了一个新的团体——中西部UFO研究网络，这个团体很快就扩大了，形成UFO互动网络，至今仍然活跃。但是，APRO却于1988年解散。
該組織的成員包括亞利桑那大學教授詹姆斯·E·麥克唐納和加州大學伯克利分校教授詹姆斯·哈德（1969至1982年內擔任研究部主任）等在內。
天文學家艾倫·海尼克認為空中現象研究組織與全國空中現象調查委員會是當時最優秀的民間UFO研究團體。